# Brekši
Brekši est un voisinage de la banlieue de Vidzeme à l'est de Riga en Lettonie.

## Géographie
Le quartier de Brekši est situé à la périphérie orientale de Riga, sur la rive sud du lac Jugla. 
Brekši est voisin des quartiers de Jugla et Berģi (par la rivière Jugla), ainsi que la paroisse Stopiņi du comté de Ropaži voisine au sud et la paroisse Garkalne voisine à l'ouest.
Les limites définies du quartier de Brekši se voient clairement, car il est entouré de massifs forestiers du côté sud, tandis que des côtés nord-ouest, nord et est, il est entouré de plans d'eau, le lac Jugla, la rivière Jugla,  la Mazā Jugla, la rue Biķernieku iela, la rue Dīvajas iela, et la  Piķurga.
Sa superficie est de 2,039 km2. 
La longueur du périmètre du quartier est de 8,787 km.

## Transports
- Bus: 	16